# Мюсфельдт, Эрих
Эрих Мюсфельдт (Муссфельдт) (нем. Erich Muhsfeldt, 18 февраля 1913, Нойбрюк, Германия — 24 (28) января 1948, Краков, Польша) — обершарфюрер СС, нацистский преступник, причастный к осуществлению Холокоста. Служащий лагеря уничтожения Майданек, а после его закрытия был переведён на должность командира зондеркоманды лагеря уничтожения Освенцим. После окончания Второй мировой войны был осуждён Верховным судом Польши к высшей мере наказания — казни через повешение.

## Биография
Эрих Мюсфельдт родился 18 февраля 1913 года в Нойбрюке. По профессии был пекарем. В 1933 году его кандидатура была одобрена для вступления в штурмовые отряды. Проходил службу в одном из подразделений «Мёртвой головы». В 1939 году вступил в НСДАП.
До 1940 года Мюсфельд проходил службу в концлагере Освенцим (Аушвитц) I, а после был переведён в лагерь уничтожения Майданек (Люблин), где находился до 15 ноября 1941 года. После того, как Майданек был закрыт, он отвечал за окончательную казнь оставшихся пленных. В дальнейшем свидетели утверждали, что он организовал так называемый «Праздник урожая», в рамках которого 17 тысяч заключенных были ликвидированы.
В июне 1942 года вновь был отправлен в Освенцим. На новом месте назначен командиром зондеркоманды лагеря в Крематориях II и III в Аушвице II (Биркенау), где также несли службу Отто Молль и Ганс Аумейер.
Несмотря на то, что Мюсфельдт отличался расовой нетерпимостью, в лагере он завёл близкую дружбу с венгерским евреем Миклошем Нисли, который был врачом и членом зондеркоманды лагеря, а также проводил опыты и вскрытия по требованию доктора Йозефа Менгеле. Нисли в своих мемуарах описывал деятельность Мюсфельда. В одном из эпизодов последний, после собственноручного совершения казни восьмидесяти пленников выстрелом в затылок, пришел к Миклошу с жалобой на состояние здоровья. Доктор ответил, что у него очень сильно повышено кровяное давление, и указал, что это, вероятно, связано с недавней казнью. Однако Мюсфельдт с яростью ответил, что для него убийство восьмидесяти человек равносильно убийству одного, а повышенное давление скорее всего связано с высоким содержанием алкоголя в крови, который он потреблял ежедневно.
После ликвидации Аушвитца и эвакуации персонала и заключённых с марта 1945 года служил раппортфюрером в трудовом концлагере Флоссенбюрг.
Был женат, в браке родился сын. Судьба жены неизвестна, ребёнок погиб во время одной из бомбардировок городов Германии авиацией союзников.
После окончания Второй мировой войны Эрих Мюсфельдт был арестован американской военной полицией. Предстал перед американским военным судом в Дахау по групповому делу администрации трудового концлагеря Флоссенбюрг (дело Франца Бергера и др.), где в январе 1947 года был приговорен к пожизненному тюремному заключению. Вместе с таким же осужденным американским военным судом в Греции Юргеном Штроопом был экстрадирован США в Польшу по запросу польских судебных органов и отправлен в Краков, где предстал в качестве подсудимого по групповому делу администрации и персонала лагеря уничтожения Освенцим (дело Артура Либехеншеля и др.). Судебное разбирательство, которое длилось с 25 ноября по 16 декабря 1947 года, установило его вину, что подтверждалось показаниями свидетелей. Они отмечали особый садизм в его действиях и указывали на случаи, когда Мюсфельдт топил заключенных живьем в канализации.
22 декабря 1947 года Верховный суд Польши приговорил его к смертной казни. 24 (по другим данным 28) января 1948 года Эрих Мюсфельдт был повешен в краковской тюрьме Монтелупих в числе осужденных по тому же делу (Либехеншель, К. Э. Мёккель, Ф. К. Краус, М. Мандель, Г. Йостен и др.).